# Симфонія № 2 (Ревуцький)
Симфонія № 2 мі мажор Левка Ревуцького — це найвизначніший твір композитора, в історії світової музичної культури визнана як кращий твір української симфонічної музики першої половини ХХ століття. Вона стала важливим моментом в українському симфонізмі радянського періоду, з притаманними йому принципами декларування революційного пафосу, реалізму в музичному мистецтві.

## Історія
В першій редакція симфонія була закінчена в 1927 році і представлена на Всеукраїнському конкурсі Товариства імені Леонтовича, приводом для якого стало 10-річчя Жовтневої революції. Симфонія поділила перше місце з твором Бориса Лятошинського «Фантазія на українські теми». На думку музикознавців в ній поєдналися такі тенденції як «українізація» і «європеізація», і з часом була визнана першим національним твором у жанрі симфонії. Одразу після створення, симфонія виконувалася не тільки симфонічними оркестрами Києва, Харкова, Одеси, Чернігова та галицького Львова (що тоді територіально не входив до колишньої УРСР), але й за кордоном — у Польщі, Литві, Латвії, Німеччині, США, Канаді. У рецензіях відмічали яскравий національний колорит тематизму та високу професійну майстерність українського автора.
Доля текстової першооснови твору була трагічною — ноти згоріли наприкінці 1928-го під час пожежі в Київській філармонії. Композитор лише в 1939—1940 роках реконструював із пам'яті партитуру, що була на початку 1941 року відзначена Державною премією. Донедавна вважалось, що ці ноти були втрачені назавжди, але у 2020 році, у бібліотеці Львівської національної філармонії була віднайдена авторська копія партитури (зроблена таємно), яку у 1930-ті роки вивіз за кордон молодий диригент Антін Рудницький. По ній грали симфонію у Львові, Варшаві, Каунасі. Проте джерело не афішували, особливо після 1939 року. В 2020 році Симфонію в першій редакції було перевидано видавництвом «Музична Україна» і вперше після довгої перерви виконано у Києві 22 вересня 2020.

## Структура твору
Симфонія складається з трьох частин. Всі частини побудовані на темах відомих пісень, розмаїтих за жанрами, образами і настроями. Головна тема першої частини — веснянка «Ой весна, весниця», записана композитором у своєму рідному селі Іржавець, побічна — жаліслива пісня «Ой не жаль мені та ні на кого». У другій частині використано ліричну пісню «Ой Микито, Микито, чи є рілля на жито» та «Ой там в полі сосна». У третій частині перевтілена грайлива пісня «А ми просо сіяли», а завершується симфонія поверненням до пісні «Ой весна, весниця», яка відкриває симфонію.
Мелодії народних пісень є стержнем всієї симфонії.
Симфонія № 2 написана для великого оркестру з потрійним складом дерев'яних духових інструментів. Вона поєднує динаміку розгортання, епічну велич і м'який ліризм. Драматична лінія підкреслена передусім динамікою образних форм. Перша і третя частини написані в сонатній та рондосонатній формі, друга в три-п'ятичастинній. Отже, всі частини будуються за принципом образного контрасту. Якщо в середній частині контраст дається як спокійне зіставлення образних сфер, то в сонатній формі першої частини контраст образів представлений у досить складному переплетенні, особливо динамізується він у розробці.

### Перша частина
Побудована на темах двох народних пісень. В основі першої теми лежить стародавня веснянка «Ой, весна, весна, весниця», архаїчна, могутня і заклична за своїм характером.

### Друга частина
Ця частина твору Левка Ревуцького — повільна, досить масштабна й різнопланова. Вона поєднує функції двох частин традиційного класичного циклу: ліричної повільної частини і скерцо. Вона має три-п'ятичастинну концентричну форму, причому середина — скерцозний епізод.

### Фінал
У фіналі композитор синтезує особистісне, індивідуальне та загальне, суспільне. Це масова сцена, народне свято, на якому присутній герой твору. Фінал симфонії малює урочистовеличну картину народного гуляння, веселощів, піднесеності. Він побудований на двох темах.